# Third Eye Blind
Third Eye Blind (frequentemente abreviada por 3eb) é uma banda estado-unidense de rock alternativo de São Francisco iniciada em 1993. A princípio formada pelas composições em parceria de Stephan Jenkins e Kevin Cadogan, o primeiro contrato da banda com uma grande gravadora veio em 1996 com a Elektra Records.

## Discografia

### Álbuns de estúdio
- Third Eye Blind (1997)
- Blue (1999)
- Out of the Vain (2003)
- Ursa Major (2009)
- Dopamine (2015)
- Screamer (2019)
- Our Bande Apart (2021)

### Compilações
- A Collection (2006)